# ハッテン☆サマー
『ハッテン☆サマー』（英: A Four Letter Word）は、2007年に製作されたアメリカ合衆国の映画。2004年の映画『ワイルド・サマー』の続編。
2007年7月13日と14日に第16回東京国際レズビアン&ゲイ映画祭にてアジアで初上映された。

## キャスト
- ルーク：ジェシー・アーチャー
- スティーブ：チャーリー・デヴィッド